# Дневник о Чарнојевићу
Дневник о Чарнојевићу је лирски роман Милоша Црњанског, који је објављен први пут 1920. године. Приповедач романа јесте Петар Рајић који прича једну причу у којој не постоји јасно оформљен наративни ток, нити су збивања повезана по узрочно-последичном моделу.